# FRIDAY AMUSIC ISLANDS
FRIDAY AMUSIC ISLANDS（フライデー・アミュージック・アイランズ）とは、FM802で、1989年の開局当時から1999年9月24日まで、10年に渡り放送されていた番組である。

## 概要
- DJ・ヒロ寺平が、毎週金曜日・6:00-19:00（JST）までの13時間、出演・構成・選曲をたった1人でこなすアメリカンスタイルで、日本のFMラジオ業界では前代未聞の番組であった。この記録は後にギネスブックにも掲載されている。
- FM802側は開局時に同局のメインDJとして、月曜から木曜のワイド帯番組のDJの就任を打診したが、当時彼はテレビ神奈川で月曜夜に生放送の音楽番組を担当していたため、出演に消極的であった。しかしFM802の編成担当者が「横（月〜木）の帯がだめなら縦の帯（金曜の長時間ワイド）ならどうですか？」と彼に持ちかけたところ、この超ワイド番組に魅力を感じ出演を承諾したという。
- 同番組最終回のゲストは、大友康平が14時台に来る予定だったが、台風の影響で新幹線が遅れ、出演が危ぶまれたものの、何とか17時台に登場。大トリを務めただけに、ヒロ寺平と2人でお約束の鳳啓助のものまねをしたことも一部で語りつがれている。
- この番組の終了後、HIRO T'S MORNING JAM/HIRO T'S FRIDAY MORNING JAMが開始し、ヒロ寺平の“横の帯”が実現した。

## 終了時点の番組フォーマット
- 06:00 スタート
- 06:10 ニュース、天気予報
- 06:40 交通情報
- 07:00 時報・オープニング
- 07:15 交通情報
- 07:17 - 07:47

TOYOTA WEEKEND FUN（07:30 交通情報）
- 07:47 交通情報
- 07:55 ニュース、天気予報
- 08:05 交通情報
- 08:15 - 08:45

（タイトル不明）
- 08:45 ニュース、交通情報
- 09:00 時報・リクエスト
- 09:15 交通情報
- 10:00 - 10:30

YESTER MEMORIES
- 10:30 交通情報
- 10:40 天気予報
- 11:00 - 11:30

FLASH ROUNDED CORNER ?
- 11:30 ニュース、交通情報
- 12:00 時報
- 12:00 - 13:00

NIPPONHAM POWER BEAT LUNCH
- 13:00 時報
- 13:35 天気予報
- 14:00 - 14:30

CROSSPOINT OSAKA
- 15:35 交通情報、ニュース
- 16:00 時報
- 16:00 - 17:00

RADIO&RECORDS TOP 10 HITS（16:28 交通情報）
- 17:00 - 17:42

FUNKY FRIDAY PARTY PART 1（17:15 交通情報）
- 17:43 交通情報
- 17:45 - 18:45

FUNKY FRIDAY PARTY PART 2 -TODAY'S REQUEST TOP10-
- 18:45 交通情報
- 18:52 エンディング
- 18:55 ニュース、天気予報